# Samira El Ayachi
Samira El Ayachi est une romancière française née le 3 novembre 1979 à Lens.
Elle publie son premier roman à l’âge de 27 ans, et à 30 ans, décide de se consacrer entièrement  à l’écriture.

## Biographie
Après son bac littéraire, elle intègre hypokhâgne et khâgne au lycée Faidherbe à Lille, puis suit des études d’ingénierie culturelle. Elle travaille pendant 10 ans dans le domaine culturel. À l'âge de 16 ans, elle participe à un concours d'écriture national et remporte le prix Louis-Germain pour sa « Lettre à un professeur qui a marqué ma vie » publiée dans un ouvrage collectif (ed.Flohic). Elle signe son premier roman à 27 ans, La Vie rêvée de Mademoiselle S. (Éditions Sarbacane) qui raconte la génération désenchantée des années 2000, le temps suspendu propre à l’adolescence, et rappelle la force de la poésie à transfigurer le réel.
En 2009, elle décide alors de vivre « sa propre vie rêvée » : elle quitte tout pour se consacrer à l’écriture. Elle développe des collaborations avec le spectacle vivant, en parallèle de l’écriture de romans, et écrit des textes pour la lecture à voix haute : entre autres, Cendrillon rêve de porter le niqab, Confidence publique : toutes les choses que je n'ai pas pu faire, L'Amour en R, Ma meilleure Vie (2020, Théâtre du Grand Bleu - Lille).
En 2013, elle publie un nouveau roman Quarante jours après ma mort (Éditions de l'Aube). Un texte polyphonique où le narrateur mort met à jour les tabous et les zones sombres d’une famille marocaine à Fès.
En 2019 elle publie Les femmes sont occupées (Éd. de l'Aube) qui met en scène une héroïne anonyme des temps modernes : une femme-mère au combat, avec pour fond sonore les batailles collectives actuelles (Nuit debout, printemps arabes, affaire Weinstein, Gilets jaunes…).
En 2021 parait son quatrième roman Le ventre des hommes (Éd. de l'Aube) qui attire l'attention d´un plus large public. Un roman tiré de son histoire familiale dans lequel on suit le parcours d'hommes venus du sud du Maroc jusque dans le Nord de la France pour travailler dans les mines de charbon. Hannah, la narratrice, découvre la lutte menée par son père contre les Houillères afin d'obtenir ses droits (statut de mineur) puis la résistance au moment de la fermeture des mines,,. Une bataille qui fera écho à Hannah, institutrice, aux prises avec de nouvelles circulaires.
Samira El Ayachi est nommée chevalière de l'ordre des Arts et des Lettres par la ministre de la Culture Roselyne Bachelot en 2020.

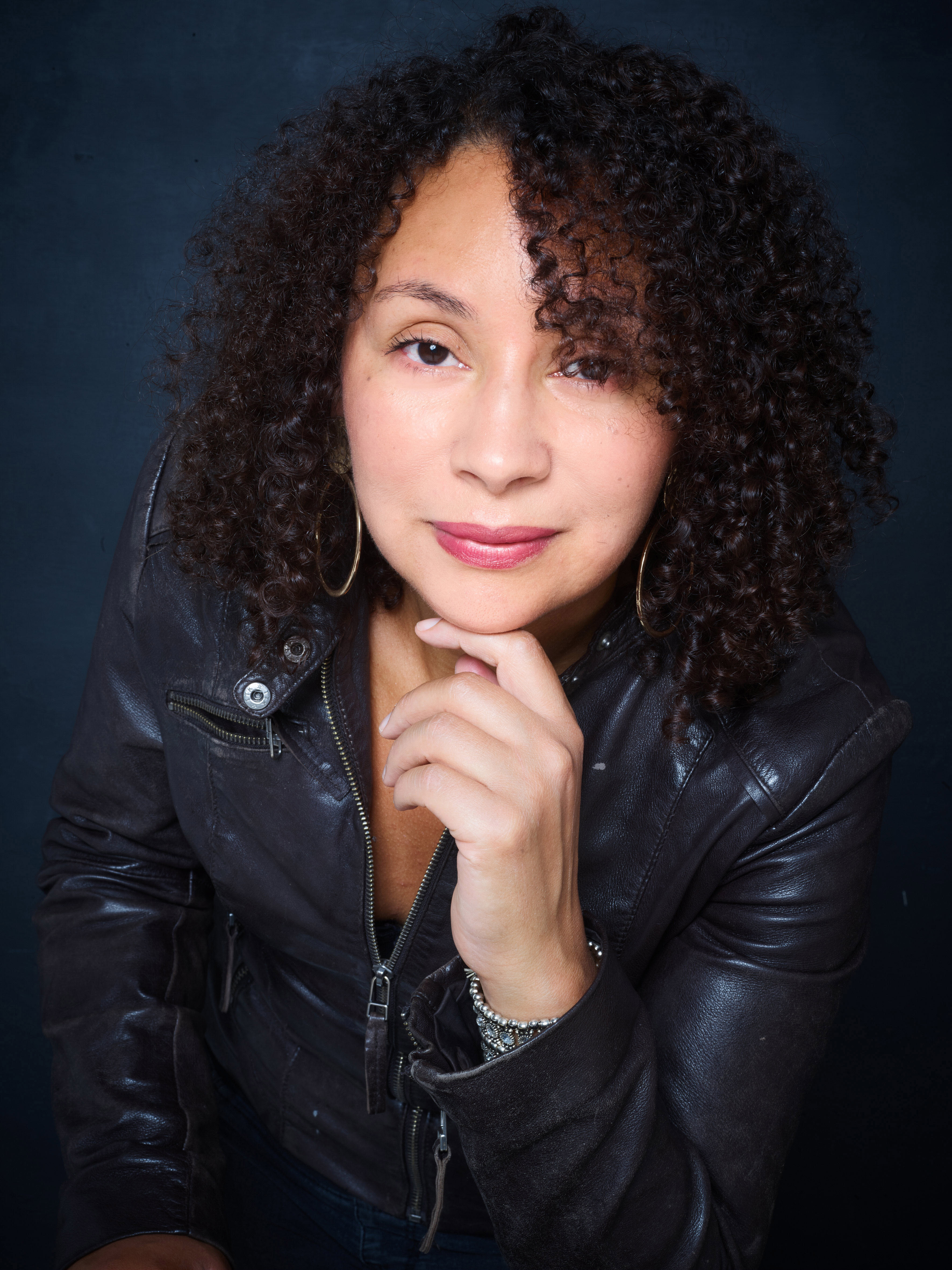
Samira El Ayachi en 2021

## Décoration
- Chevalière de l'ordre des Arts et des Lettres (2020)

## Œuvres
- La Vie rêvée de Mademoiselle S., éditions Sarbacane, 2008[8].
- Quarante jours après ma mort, Éditions de l'Aube, 2013[9].
- Les femmes sont occupées, Éditions de l'Aube, 2019[10],[11]. Sortie Poche, Éditions de l'Aube, 2020.
- Le ventre des hommes , Éditions de l'Aube, 2021. Sortie Poche, Éditions de l'Aube, 2023.